# Ombúes de Lavalle
Ombúes de Lavalle ist eine Stadt im Südwesten Uruguays.

## Geographie
Die Stadt liegt, in einer Höhe von 119 Metern über dem Meeresspiegel, auf dem Gebiet des Departamento Colonia in dessen Sektor 11. Sie befindet sich in etwa auf halber Distanz zwischen der westlich gelegenen Stadt Nueva Palmira und der im Osten befindlichen Stadt Florencio Sánchez. In südöstlicher Richtung ist Miguelete gelegen. Wenige Kilometer nördlich von Ombúes de Lavalle verläuft die Grenze zum Departamento Soriano. Südlich liegt die Departamento-Hauptstadt Colonia del Sacramento.

## Geschichte
Der Name der Stadt ist auf den argentinischen General Juan Lavalle zurückzuführen.

## Infrastruktur

### Bildung
Ombúes de Lavalle verfügt mit dem 1951 gegründeten Liceo de Ombúes de Lavalle über eine weiterführende Schule (Liceo).

## Einwohner
Die Stadt hat 3.390 Einwohner (Stand: 2011), davon 1.677 männliche und 1.713 weibliche Einwohner
| Jahr | Einwohner |
| ---- | --------- |
| 1963 | 2.165     |
| 1975 | 2.787     |
| 1985 | 3.024     |
| 1996 | 3.189     |
| 2004 | 3.451     |
| 2011 | 3.390     |

Quelle: Instituto Nacional de Estadística de Uruguay

## Söhne und Töchter von Ombúes de Lavalle
- Federico Barrandeguy (* 1996), Fußballspieler
- Bruno Martino (* 1996), Fußballspieler